# Langues yokuts
Pour le peuple, voir Yokut (peuple).
Les langues yokuts sont une famille de langues amérindiennes parlées dans le centre et le Nord de la Californie dans et autour de la vallée de San Joaquin.
Les langues yokuts sont incluses dans l'hypothétique groupe des langues pénutiennes.

## Classification interne des langues yokuts

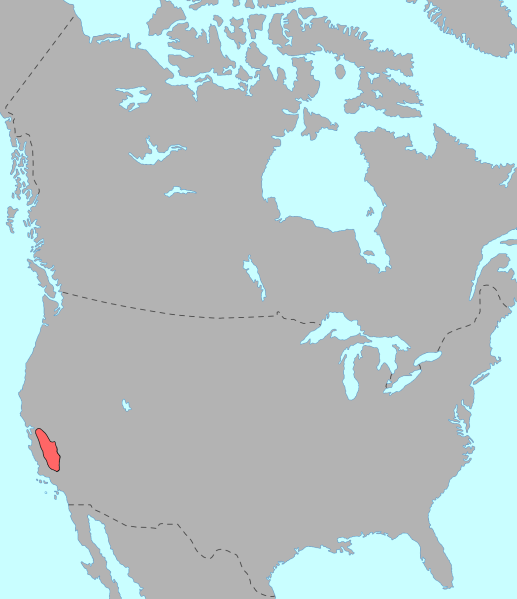
Localisation des langues yokuts

La classification du yokuts est longtemps restée problématique en raison du très grand nombre de variétés correspondant aux nombreux villages yokuts. 
La classification complexe des nombreux parlers yokuts est, selon Golla et Whistler, la suivante:
- yokuts
  - poso creek
    - palewyami

  - yokuts général
    - buena vista
      - tulamni
      - hometwoli

    - nim-yokuts
      - tule-kaweah
        - wikchamni
        - yawdanchi

      - yokuts septentrional
        - kings river
          - chukaymina
          - michahay
          - ayticha
          - choynimni

        - gashowu
        - valley yokuts
          - valley méridional
            - wechihit
            - nutunutu, tachi
            - chunut
            - wo’lasi, choynok
            - koyeti, yawelmani

          - valley septentrional
            - northern hill
              - san joaquin
                - keyachi
                - dumna

              - chukchansi

            - chawchila
            - merced (?)
            - noptinte

          - valley septentrional lointain
            - bd-yokuts
              - lakisamni (?)
              - tawalimni

            - bas san joaquin
            - yachikumne (chulamni)

En 1988, Geoffrey Gamble a établi une classification des différents dialectes en trois langues :
- palewyami ou poso creek
- foothill yokuts
- valley yokuts

## Vocabulaire comparé
Les tableaux montrent des exemples de cognats dans diverses langues, accompagnés des formes reconstituées en proto-yokuts.
| Français    | chukchansi | yawdanchi | yawelmani | tachi  | koyeti | Proto-yokuts |
| ----------- | ---------- | --------- | --------- | ------ | ------ | ------------ |
| os          | č’ey       | č’iːy     | c’iy      | -      | -      | *č’iy        |
| dent        | theːli     | theːti    | theːyiy   | -      | theyiː | *theːliy     |
| sourcil     | t’imeːsil  | čimeːžit  | t’imeṭh   | -      | -      | *t’imeṭh     |
| ours        | nohʔoʔ     | ŋohoʔo    | nohʔoʔ    | -      | -      | *ŋohʔo       |
| montagne    | -          | tomith    | lomith    | lomith | -      | *lomith      |
| déchirer    | -          | khöṭh-    | kheːṭ’i   | -      | -      | *kheːṭ’(i)   |
| être malade | thixthin   | čhüxüčh   | thexthin  | -      | -      | *thixth-     |
| nez         | sinik’     | ṭhüŋükh   | ṭhinik’   | -      | -      | *ṭhiŋik’     |
| trois       | ṣoːphin    | šoːphin   | ṣoːphin   | -      | -      | *šoːphin     |
| quatre      | hathpanay  | hat’phaŋi | hotponoy  | -      | -      | *hot-poŋoy   |

## Proto-yokuts
Les tableaux présentent les phonèmes reconstitués pour le proto-yokuts par Golla. Gamble ne reconstitue pas les proto-phonèmes *ŋ et *y, auxquels il substitue *n et *i. 

### Voyelles
|         | Antérieure      | Centrale        | Postérieure     |
| ------- | --------------- | --------------- | --------------- |
| Fermée  | *i [i] *iː [iː] | *y [ɨ] *yː [ɨː] | *u [u] *uː [uː] |
| Moyenne |                 |                 | *o [o] *oː [oː] |
| Ouverte |                 | *a [a] *aː [aː] |                 |

### Consonnes
|               |            | Bilabiale | Dentale  | Alvéolaire | Rétroflexe | Latérale | Palatale | Vélaire  | Glottale |
| ------------- | ---------- | --------- | -------- | ---------- | ---------- | -------- | -------- | -------- | -------- |
| Occlusives    | Sourdes    | *p [p]    | *t [t]   |            | *ṭ [ʈ]     |          |          | *k [k]   | *ʔ [ʔ]   |
| Occlusives    | Aspirées   | *ph [pʰ]  | *th [tʰ] |            | *ṭh [ʈʰ]   |          |          |          |          |
| Occlusives    | Glottales  | *pʼ[pʼ]   | *tʼ[tʼ]  |            | *ṭʼ [ʈʼ]   |          |          | *kʼ [kʼ] |          |
| Fricatives    | Fricatives |           | *s [s]   |            | *ṣ [ʂ]     |          |          | *x [x]   | *h [h]   |
| Affriquées    | Sourdes    |           |          | *c [t͡s]    |            |          |          |          |          |
| Affriquées    | Aspirées   |           |          | *ch [t͡sʰ]  |            |          |          |          |          |
| Affriquées    | Glottales  |           |          | *cʼ [t͡sʼ]  |            |          |          |          |          |
| Nasales       | Simples    | *m [m]    | *n [n]   |            |            |          |          | *ŋ [ŋ]   |          |
| Nasales       | Glottales  | *mʼ [mʼ]  | *nʼ [nʼ] |            |            |          |          | *ŋʼ [ŋʼ] |          |
| Liquides      | simples    |           |          |            |            | *l [l]   |          |          |          |
| Liquides      | Glottales  |           |          |            |            | *lʼ [lʼ] |          |          |          |
| Semi-voyelles | simples    | *w [w]    |          |            |            |          | *j [j]   |          |          |
| Semi-voyelles | Glottales  | *wʼ [wʼ]  |          |            |            |          | *jʼ [jʼ] |          |          |